# Yūji Ishikawa
Yūji Ishikawa (japanisch 石川 裕司 Ishikawa Yūji; * 2. Juli 1979 in der Präfektur Shimane) ist ein ehemaliger japanischer Fußballspieler.

## Karriere
Ishikawa erlernte das Fußballspielen in der Jugendmannschaft von Sanfrecce Hiroshima. Seinen ersten Vertrag unterschrieb er 1998 bei Sanfrecce Hiroshima. Der Verein spielte in der höchsten Liga des Landes, der J1 League. 2001 wechselte er zum Drittligisten Otsuka Pharmaceutical (heute: Tokushima Vortis). 2001 wurde er mit dem Verein Meister der Japan Football League und stieg in die J2 League auf. Ende 2008 beendete er seine Karriere als Fußballspieler.

## Erfolge
Sanfrecce Hiroshima
- Kaiserpokal

Finalist: 1999